# Chiesa di Nostra Signora di Caravaggio
La chiesa di Nostra Signora di Caravaggio è un luogo di culto cattolico situato nella frazione di Calcinara, in via Chiesa, nel comune di Uscio nella città metropolitana di Genova. La chiesa è sede della parrocchia omonima del vicariato di Recco-Uscio-Camogli dell'arcidiocesi di Genova.

## Storia e descrizione

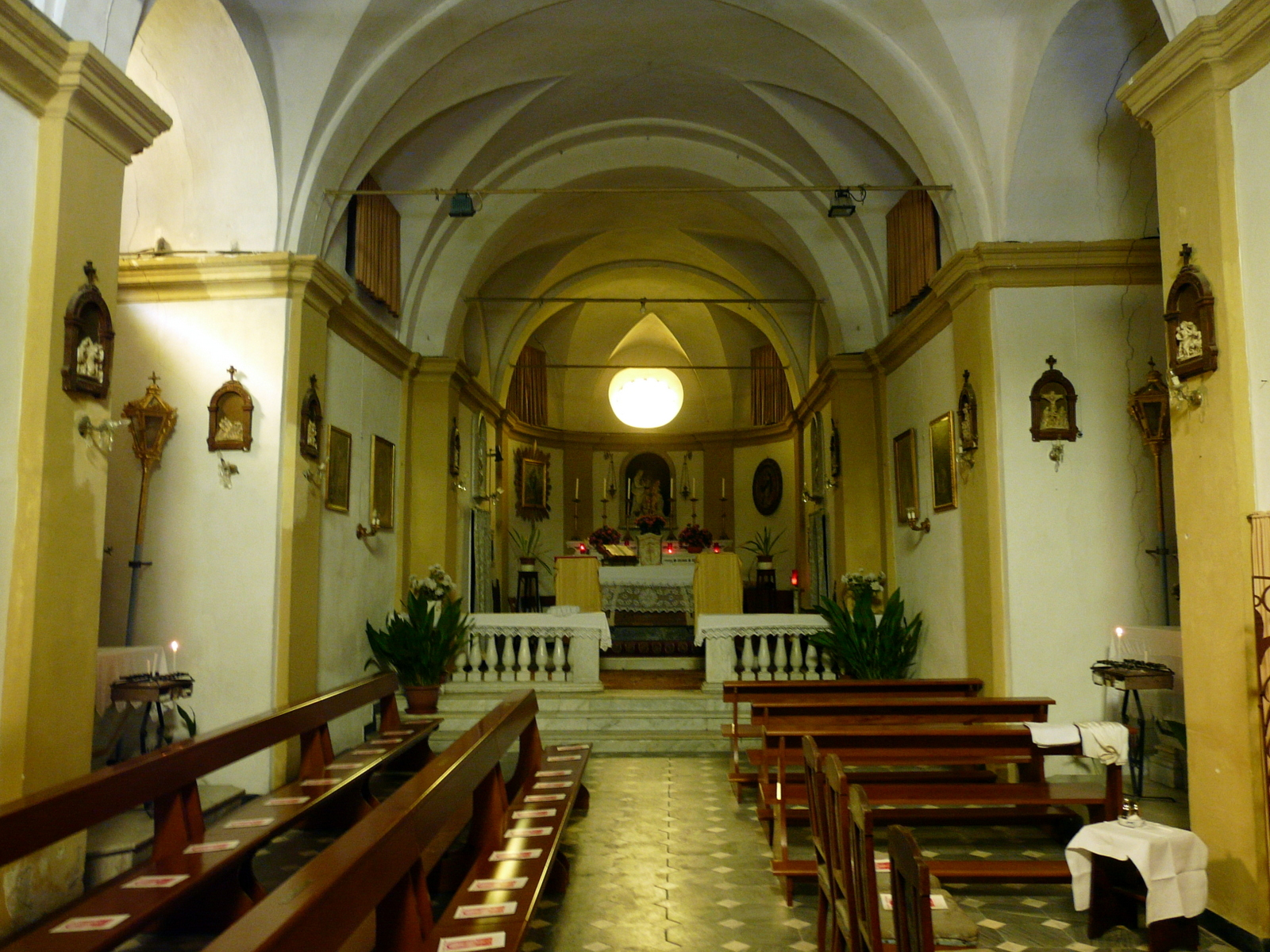
Particolare degli interni

Già antica cappella privata della locale famiglia Garaventa, che la cedette all'arciprete di Uscio il 3 agosto del 1749, fu nei secoli successivi ingrandita specie nel 1876.
Succursale parrocchiale della pieve di Sant'Ambrogio, fu a sua volta eretta a parrocchia autonoma della comunità di Calcinara con decreto arcivescovile dell'arcivescovo di Genova Carlo Dalmazio Minoretti il 14 novembre del 1936.
L'attiguo campanile è del 1854.